# Ayn Robbins
Ayn Robbins (* 5. Juli 1943 in Tulsa, Oklahoma) ist eine US-amerikanische Songwriterin.

## Leben und Wirken
Ayn Robbins wurde in Tulsa, Oklahoma, geboren, zog jedoch bereits als Kind nach Kalifornien. Dort wuchs sie mit vielen Kindern auf, deren Eltern im Showbusiness tätig waren. In ihrem ersten Job war Robbins als persönliche Assistentin von George Kennedy tätig, der sie unterstützte und mit zu Filmsets nahm. Während dieser Zeit lernte sie Carol Connors kennen und beide begannen, gemeinsam Musik für Low-Budget-Filme zu schreiben.
Auf der Suche nach einem Songwriting-Auftrag wurde Robbins und Connors 1976 der Film Rocky vorgespielt, woraufhin die beiden einen Song für den Film schrieben. Mit diesem Lied, Gonna Fly Now, konnten sie sich gegen zwei weitere Songwriting-Teams durchsetzen. Das Lied erreichte eine außergewöhnliche Popularität und wurde 1977 sowohl für einen Grammy als auch für einen Oscar als bester Song nominiert. Im darauffolgenden Jahr wurde Robbins erneut für einen Oscar nominiert, dieses Mal für Someone’s Waiting for You aus Bernard und Bianca – Die Mäusepolizei.